# Home de Heidelberg
L'home de Heidelberg (Homo heidelbergensis) és una espècie extingida del gènere Homo que va viure entre 500.000 i 300.000 anys enrere (Chibanià, mitjans del Plistocè). Eren individus alts, d'1,80 metres, i molt forts; el seu crani tenia 1.350 cm³, molt aplanats en relació amb l'ésser humà actual, amb mandíbules sortints i una gran obertura nasal. Pren el nom del fet que les primeres troballes n'aparegueren a Mauer, prop de la ciutat de Heidelberg (Alemanya). L'espècimen tipus n'és la mandíbula de Mauer, que es trobà l'any 1907. La seva distribució és europea, igual que Homo antecessor; on se n'han trobat més fòssils és al jaciment arqueològic d'Atapuerca. També se n'han trobat fòssils al Marroc, Zàmbia (Kabwe) i Etiòpia (vall de l'Awash). En termes mitjans presenten una alçada d'1,80 m, un pes de fins a 100 kg i una capacitat cranial de 1.350 cm³.
Alguns autors utilitzen el terme Homo rhodesiensis (humà de Rhodèsia) per a designar les restes fòssils africanes semblants a heidelbergensis. En general es considera que Homo antecessor s'hauria dividit en dues poblacions, una d'europea que originà Heidelbergensis (espècie mare de l'home de Neandertal i els hominins de Deníssova) i una altra d'africana, que originà rhodesiensis, que seria l'espècie mare d'Homo sapiens idaltu (l'ésser humà modern antic), de la qual deriva alhora Homo sapiens sapiens, l'ésser humà modern actual. Alguns autors consideren heidelbergensis també antecessor dels humans moderns. A causa de la forta divergència en l'anatomia dental, és possible que s'hagin dividit abans que la dentició característica del neandertal evolucionés fa uns 300.000 anys.
A la Sima de los Huesos, a la serra d'Atapuerca (Castella i Lleó), s'han trobat cinc mil fòssils d'una trentena d'individus, que daten de fa 400.000 anys. Aquestes restes estan molt ben conservades; en destaca el crani número 5 (conegut popularment com a Miguelón), que està complet, i del qual s'han fet estudis que mostren que tenia lateralitat al cervell (era dretà) i una pelvis molt ben conservada d'un individu conegut popularment com a Elvis.
Les llances de Schöningen suggereixen que Homo heidelbergensis podria haver desenvolupat la tecnologia de la llança fa 500.000 anys i del seu estudi es desprèn que tenia sofisticades tècniques de caça, una estructura social complexa i formes de comunicació desenvolupades, habilitats intel·lectuals que li permetien planificació i actuació a la manera de l'home modern.